# Армстронг, Тим
Тимоти Росс А́рмстронг англ. Timothy Ross Armstrong, более известный как Тим А́рмстронг (род. 25 ноября, 1965) — американский музыкант и композитор, наиболее известный по своим работам в составе панк-рок коллективов Rancid, Operation Ivy, Transplants и Devil’s Brigade, своему сольному альбому, а также благодаря его лейблу Hellcat Records.

## До Rancid
Тим, сын отца-алкоголика и матери, постоянно занятой на работе, родился в Окленде, 25 ноября 1965 года. Он был самым младшим из своих трех братьев.
Ещё будучи маленьким ребёнком, в 6 лет, Тим познакомился с одним из своих лучших друзей Мэттом Фрименом на бейсбольной площадке. Они росли вместе в Олбани, Калифорния.
Пока Тим учился в старших классах школы, его любимой группой были Ramones. Тим писал в книге «Maximum Rancid — The Unauthorized Biography Of Rancid», что если бы не было Ramones, никогда не появилось такой группы, как Rancid.
Начиная с 1987 он принимал участие в создании панк/ска банды Operation Ivy, называя себя Линт (Lint). Operation Ivy просуществовала до 1989 года. Затем Армстронг собрал две довольно-таки неудачные для него команды: Dance Hall Crashers и Downfall, и только несколько позже он стал знаменит с популярной сегодня группой Rancid, образовавшейся в 1991 году.
В период между Operation Ivy и Rancid Тим страдал от алкоголизма, наркозависимости, и, в конце концов, был просто бездомным. Мэтт Фримен предложил ему организовать группу вдвоем, в надежде помочь ему преодолеть и забыть его проблемы. Вскоре они стали писать первые песни, которые впоследствии появились на дебютном альбоме Rancid.

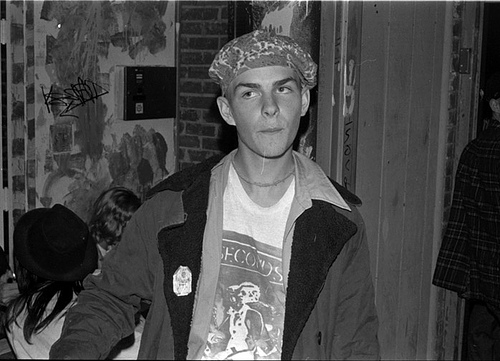
Тим Армстронг времен Operation Ivy

## Броди
Тим встретил Броди Делл из The Distillers, сейчас уже свою бывшую жену, во время тура, когда она играла в своей группе Sourpuss. Хотя Тим был значительно её старше и Делл не сказала о том, что ей на самом деле было всего 17, они начали встречаться и через 2 года поженились. Броди переехала к нему из Мельбурна, чтобы быть все время рядом с мужем.
Они развелись в 2003 году. Точные причины неизвестны. Одни говорят, что причиной разрыва послужило то, что Броди узнала про измену Тима с одной из моделей проекта Suicide Girls, продюсером которого как раз таки выступал Тим. По другой версии они развелись после опубликованных в журнале Rolling Stone фотографий, на которых Броди целуется с фронтменом Queens of the Stone Age Джошем Хомми.
Делл и Хомми поженились в 2006 году после рождения дочери Камиллы Харли Хомми. Пара получала письма с угрозами от фанатов Армстронга.

## Hell Cat Records

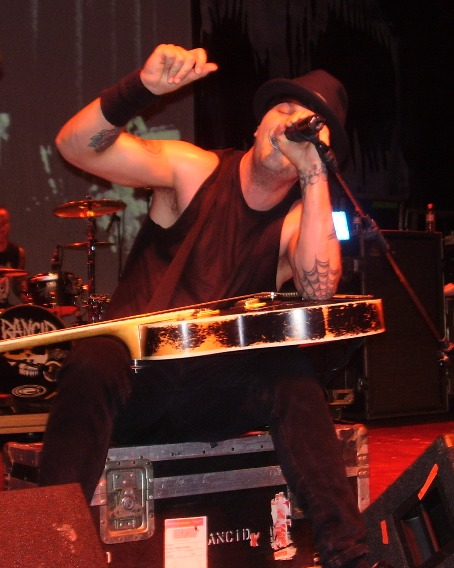
Тим Армстронг во время выступления Rancid в Ventura, Ca 24 сент 2008г

Тим Армстронг, ставший на сегодняшний день символом панк-сцены, сам был поклонником многих панк-рок легенд. Одним из наиболее известных был Джо Страммер, фронтмен The Clash. Джо Страммер и The Mescaleros были подписаны на лейбле Тима Hellcat Records, саб-лейбле Epitaph Records и выпустили на нём 3 пластинки. Тима и Джо можно увидеть в фильме Hell Cat records Give 'Em The Boot DVD, когда они рассказывают друг о друге.
Тим основал лейбл в 1997 году как саб-лейбл Epitaph, владельцем которого является его старый друг Бретт Гуревиц. Тим сам принимает решение, какие группы подписывать на лейбл и вопреки распространенному мнению не получает от этого много денег. Тим также владеет магазином музыкальной атрибутики Machete, где работают его обанкротившиеся друзья и продается дешёвый стафф групп, подписанных на HellCat’e.

## Музыкальные проекты Тима
Одной из первых групп, где играл Тим (с Мэттом Фрименом), были Basic Radio. После того как они распались, Тим в выступал в ска-кор группе Operation Ivy под именем Линт («Lint») (с Фрименом), с момента её основания в 1987 до момента распада в 1989. Вскоре Армстронг (опять же, с другом Мэттом) поучаствовал в создании группы Dance Hall Crashers, но очень быстро её покинул. Также он успел поиграть в группе Downfall с Мэттом Фрименом.

## Дискография

### Operation Ivy
- Hectic EP (1988) — (указан как Lint) гитара и бэк-вокал
- Energy (1989, 1991) — (указан как Lint) гитара и бэк-вокал
- Seedy (1996) — (указан как Lint) гитара и бэк-вокал

### Downfall
- Хотя не существует никаких записей сделанный группой Downfall, было выпущено демо и несколько песен. Группу организовали Тим и Фримен. Они участвовали в компиляции Can Of Pork с песней «North Berkeley».[1]

### Rancid
- Rancid (1993) — гитара и вокал
- Let’s Go (1994) — гитара и вокал
- ...And Out Come the Wolves (1995) — гитара и вокал
- Life Won’t Wait (1998) — гитара и вокал
- Rancid (2000) — гитара и вокал
- BYO Split Series, Vol. 3 (2002) — гитара и вокал
- Indestructible (2003) — гитара и вокал
- Let The Dominoes Fall (2009) — гитара и вокал
- ...Honor Is All We Know (2014) — гитара и вокал

### Transplants
- Transplants (2002) — гитара и вокал
- Haunted Cities (2005) — гитара и вокал
- Haunted Cities: Screwed and Chopped (2005) — гитара и вокал

### Сольные альбомы
- A Poet’s Life (2007) — гитара и вокал
- «Tim Timebomb’s ROCKNROLL THEATER» (2012) — гитара и вокал

### Спродюсированные альбомы
- Answer That and Stay Fashionable (1995) группы AFI
- At Ease (1997) группы The Gadjits
- F-Minus (2000) группы F-Minus
- Lars Frederiksen and the Bastards (2001) группы Lars Frederiksen and the Bastards
- Try This (2003) P!nk
- Viking (2004) группы Lars Frederiksen and the Bastards
- The Stories Are True (2006) группы Time Again
- Decomposer (2006) группы The Matches
- Live Freaky ! Die Freaky!  (2006) при участии Tim Armstrong , Billie Joe Armstrong , Theo Kogan

### Другое
Далее следует список песен, в которых Армстронг принял участие, не будучи членом группы.
- «Love Is A Many Splendored Thing» AFI
- «Television» Bad Religion с альбома Stranger Than Fiction
- «53rd & 3rd» Ramones с альбома We’re Outta Here
- «Gotta Go» Agnostic Front с альбома Something’s Gotta Give
- «Faster Than The World» H2O с альбома F.T.T.W.
- «Fearful» The Specials с альбома Guilty 'Til Proved Innocent!
- «Pick Yourself Up» Stubborn All-Stars
- «Policeman» by The Silencers с альбома Give 'Em the Boot
- «Tree City, USA» Vic Ruggiero сольная работа с его дебютного альбома
- «Tomorrow Burns» F-Minus с их дебютного альбома
- «Werecat» and «Moonlite Dreams» Tiger Army с альбома Tiger Army
- «The Stories Are True» Time Again с их дебютного альбома
- «Cat Like Thief» Box Car Racer с альбома Box Car Racer
- «What’s Your Number» Cypress Hill
- «Dance Party Plus» Head Automatica с Decadence
- «You (Don’t) Know Me» The Matches с альбома Decomposer
- «My Life To Live» Lars Frederiksen and the Bastards с альбома Viking
- «City To City» Left Alone с альбома Dead American Radio
- «Travelin' Band» (гитарное соло) The Heart Attacks с альбома Hellbound and Heartless
- «Outlaw» «The Lordz»
- «It All Makes a Lot Less Sense Now» 7 Seconds с альбома 1988 года Soulforce Revolution
- «Sex and Violence» Danny Diablo с альбома International Hardcore Superstar вместе с Everlast

### DVD
- Too Tough to Die (A Tribute to Johnny Ramone) (2008) — участие; концерт в Лос-Анджелесе 2004 года

## Фильмография
- Give 'Em the Boot (2005) Продюсер
- The Heart Is Deceitful Above All Things (2004) Актёр
- Live Freaky! Die Freaky! (2006) Продюсер и рассказчик

## Гитары и усилители
- На первом альбоме Rancid Армстронг записывался с гитарой Gibson SG с усилителем Marshall
- На Let’s Go та же самая SG была использована вместе с его изготовленным по заказу Hagstrom Viking с Marshall
- На And Out Come The Wolves Тим пользовался Epiphone Les Paul вместе с Fender Stratocaster
- На Life Won’t Wait Армстронг использовал различные гитары, такие как Hagstrom, Gibson Les Paul, Fender Stratocaster, и 1974 Gretsch Country Club
- На альбоме Rancid (2000) он перешёл на усилитель Mesa Boogie и использовал Hagstrom и Gretsch Country Club
- Сейчас Армстронг использует Gretsch White Falcon для сольных выступлений на радиостанции KROQ.

## Конфликты
У Армстронга последнее время было несколько конфликтов с другими группами.
- The Queers упомянули Тима в своей песне Rancid Motherfucker.
- Leftover Crack очень много спорили с Армстронгом и многими другими музыкантами на его лейбле Hellcat Records по вопросам цензуры и в итоге обвинили их в гомофобии.